# 滙豐相關爭議
滙豐相關爭議記錄了滙豐控股有限公司和其附屬公司、業務紮根香港的香港上海滙豐銀行的相關爭議事件和醜聞。

## 减少分行爭議
2005年，在香港，滙豐銀行大減分行和傳統櫃位服務，但長者不懂用提款卡，只能到僅餘的分行用長時間輪候提款，引起社會人士批評有心趕走貧窮的存戶，沒有顧及社會責任。區議員表示有不少申領綜援的老人家，已轉用其他銀行。

## 顧客個人資料保護爭議
英國《金融时报》報導汇丰银行瑞士子公司汇丰私人银行一名前信息科技顾问赫尔夫·法尔西亚尼被指在2006年底至2007年初窃取了数万名客户的资料。
2008年，汇丰银行香港九龍观塘分行聲稱裝修中一台服務器電腦被偷，上有载有15.9万个客人帳戶資料但爭辯稱電腦上有密碼不會被破解，且被偷後沒有主動通知客戶改密碼直到媒體見報才說明，此事後來不了了之。
2008年，香港九龍观塘分行案發生不久，滙豐又聲稱遺失一數碼錄音裝置，內有载有2.5万个电话对话是行員和客戶間對話，銀行公關員辯護「要特殊硬體才能播放，因此而导致不法活动的机会甚微」並表示已經报告金管局及私隐专员公署，此案最終未抓獲嫌犯也沒尋回錄音器。

## 官方网站链接错误爭議
2015年4月20日，滙豐香港網站的「滙豐青年企業家獎」中央的一條超連結被發現直接連到一個簡體字色情網站，滙豐約於香港時間當晚7時20分刪走有關內容。事件不但使該銀行尷尬，亦使人質疑其內部監控不力。晚上9時半，滙控發聲明，表示已將一個通往第三方網站（即色情網站）的連結刪除，強調與該網站沒任何關聯，指事件對公眾構成不便，滙豐謹此致歉。保安專家認為，黑客入侵更改超連結的可能性不大，因近年香港的銀行網絡保安程度極高，自2010年起已沒有黑客能夠直接攻入銀行系統，加上黑客行為以盜取利益為主，專門攻入網站並竄改網站內容的行為已大為減少。但估計事件與內部監控出現問題有關，有銀行資訊科技部員工估計負責更新網頁的員工可能同時瀏覽色情網頁，最終剪貼網址時出錯所致。

## 支援恐怖份子及洗黑錢爭議
2004年，九一一事件調查組於美國發表報告，指沙特阿拉伯的拉吉哈银行与恐怖组织有来往且高层也是阿蓋達組織的早期捐款人，直接可以認定為恐怖分子，但汇丰集团在完全知情的環境下還長期與之往來成為金錢通道，令滙豐總公司報告發表後迫於壓力宣布終止往來，但此舉遭到中東分公司抗議反對，一份內部郵件顯示结果是该分支得以「自行決定」是否继续与拉吉哈银行开展业务。
另外，交通、滙豐亦被指有份為販毒集團及黑幫組織洗黑錢。據墨西哥金融監管部門調查發現，國內七成以上黑錢由滙豐、交通銀行洗白，例如墨西哥中部普埃布拉州一間滙豐的外滙交易窗口商，2年間交易額由1800萬美元猛漲至2007年3月的1.13億美元，惟當地貧困人口居多，而此等異常交易滙豐卻提不出解釋，令監管機構認定滙豐墨西哥分行的大量現金流是來自黑幫的非法收益和毒品買賣所致，有洗黑錢之嫌。2012年汇丰首席合规官參加美國國會听证会，承認自己早已知道多數業務是洗錢，但辯護稱自己没有权力過度介入分行營運，會後宣布辞职。
2012年，美國參議院的常設調查委員會發布一份340頁報告，指控滙豐向恐怖分子、毒販與洗黑錢者敞開金融體系的大門，報告認定美國的金融監管當局沒有認真監督滙豐銀行的作業，使毒販、恐怖分子和流氓國家通過其進行的洗黑錢金額達到數以十億計美元。滙豐職員出席聽證會，並作出道歉，承諾會加強反洗錢的措施。顯示滙豐銀行洗錢與逃稅業務遍及全球，參議員利文（Carl Levin）形容，滙豐內部「每一個角落都遭到汙染」。報告發布後，滙豐時任總裁歐志華（Stuart Gulliver）隨即於同日發表聲明表示滙豐「承認過去的錯誤，並將深切道歉」。其洗錢對象遍及墨西哥毒販、伊朗、蘇丹、中東恐怖組織等。
2024年9月24日，英国《金融时报》参考高级国防研究中心（C4ADS）收到的文件进行报道，指出汇丰集团旗下的恒生银行在2018年透过纽约摩根大通作为中介，为瓦格纳在苏丹的幌子矿业公司Meroe Gold与一名中国卖家进行交易，恒生银行还向一家中国公司支付了柴油发电机和备件的款项。该报道没有证据表明这些银行知道他们代表瓦格纳的幌子公司进行交易，因为付款时，Meroe Gold并未受到美国制裁，但为叶夫根尼·普里戈任自2016年以来一直受到美国制裁。汇丰银行拒绝就苏丹的具体交易发表评论，但表示「坚定致力于打击金融犯罪和维护全球金融体系的完整性」。

## 協助逃稅爭議
2005年到2007年期间，由欧美60个国家权威媒体的记者反腐揭贪组成的国际调查记者联盟再次在全世界爆料，在瑞士的汇丰银行在超过10万个银行开户运营资料，涉及款项多达1200亿美元，其中包含各种国际罪犯、商人和政客以及名人，以及英国、俄罗斯、印度及多个非洲国家的现任和前政客，甚至有沙特、巴林、约旦及摩洛哥的皇室，以及澳大利亚亿万富翁等。
2015年起，滙豐受法國警方調查洗錢，法國檢方有關該行於2006年至2007年協助客戶逃稅的指控，2017年滙豐同意支付3億歐元罰款終結指控。之後美國、比利時、阿根廷、印度、西班牙等國紛紛發起調查。
2018年初，英國《金融時報》報導，滙豐警告由於旗下瑞士私人銀行涉嫌逃稅及洗錢，可能面臨至少15億美元的罰款。

## 交易醜聞
掉头交易醜聞於2005年浮上枱面，汇丰集团的一份内部通知被洩漏，禁止进行任何违反美国财政部海外资产控制办公室（OFAC）规定的美元交易，但允许职员以掉头式交易（U-turn transactions）进行直接拨付（cover payment）。

## 与绿色和平组织的纠纷
2017年1月，綠色和平組織不满滙豐銀行為印尼的泥炭地森林開展項目的最大公司之一提供資金，认为其不应该助力間接導致印尼的森林开发项目。
虽然滙豐銀行其后回应聲明，否認有贊助行為，但綠色和平仍然认为，根据其研究收集的資料顯示，滙豐及其客戶之間所建立的相關聯繫。

## 干預採訪爭議
2020年6月6日，《蘋果日報》記者在黑色暴雨後到觀塘開源道分行拍攝水浸嚴重的情況期間，4名掛着滙豐銀行職員證的職員包圍記者及阻擋鏡頭拍攝，稱分行內部情況不能拍攝。之後再有一名負責抽走滙豐銀行積水的外判工人一邊吸煙，一邊用粗口指罵記者拿出記者證，更強行搶走和拍打記者手上的攝錄機，說「你影咩相？」（你拍什麼照？）。記者表示在公眾地方拍攝，不是分行範圍，同時感到受威嚇，因而報警處理。警員到場後，分行女經理及外判工人才肯道歉和交還攝錄機。滙豐發言人就事件感到抱歉，表示員工及外判商在工作期間必須秉持專業操守，會全面調查並採取適當行動。

## 政治爭議

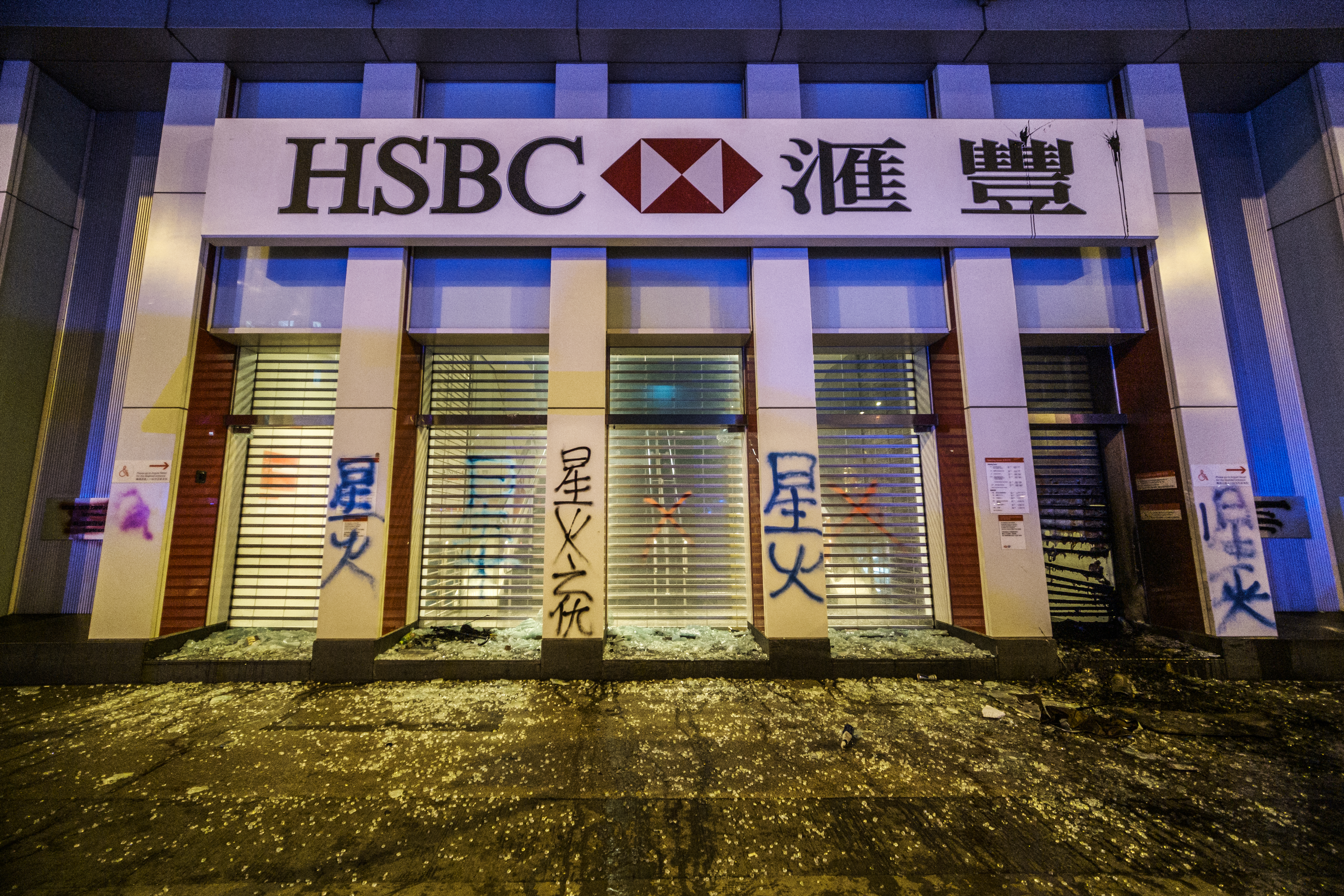
12月24日，示威者破壞滙豐銀行九龍旺角總行

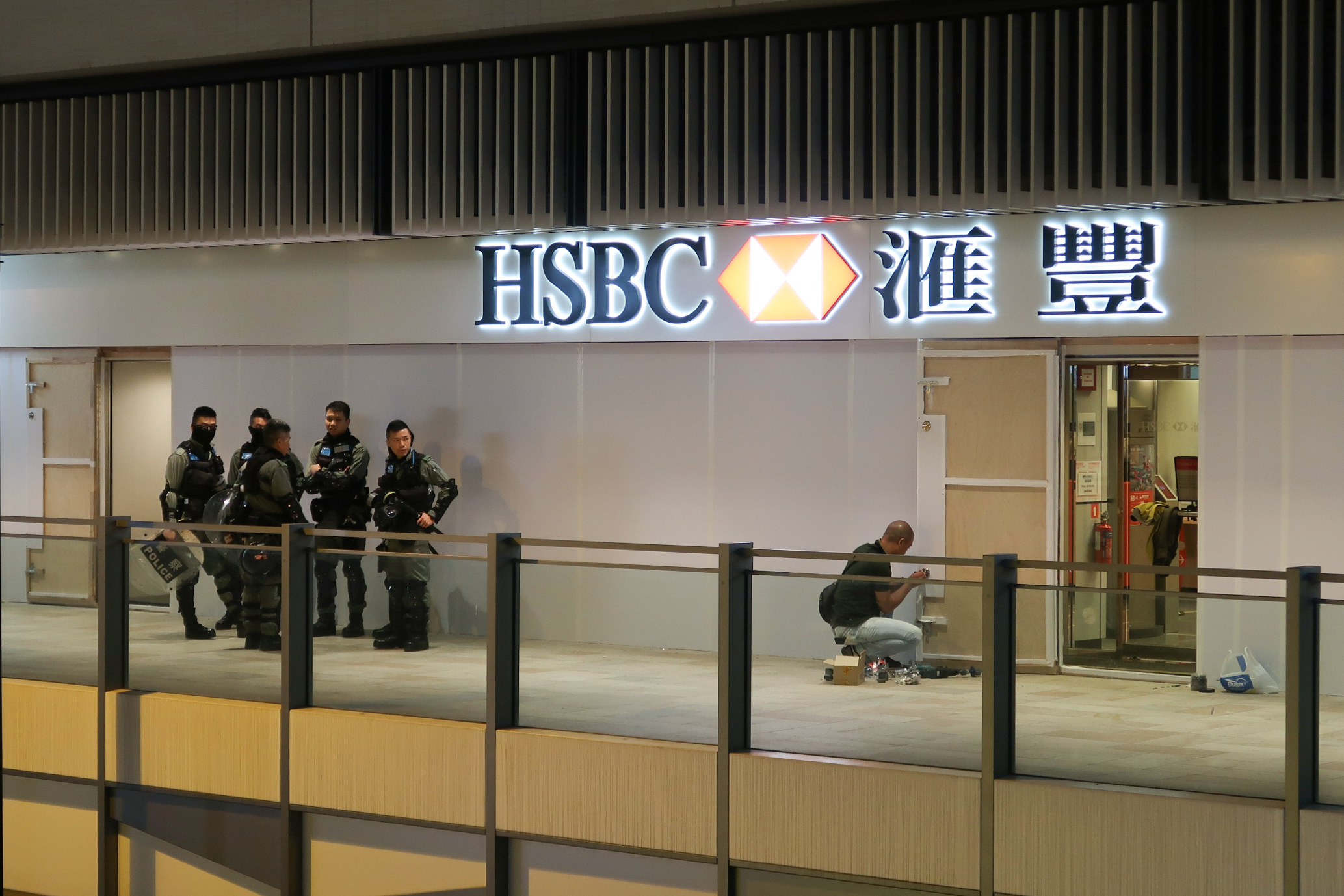
12月27日，滙豐銀行沙田分行外圍用圍板保護，防暴警察在場監視

2019年香港逃犯條例爭議期間，滙豐及花旗於12月19日取消了用於支援示威被捕人士的「星火同盟抗爭支援」的銀行戶口，以及一些其它協助抗爭活動的大型眾籌基金的銀行戶口。「星火同盟」資金來自於市民的捐款，並用於支援示威被捕人士的訴訟費用，香港警察以涉嫌洗黑錢為由，凍結「星火同盟」7000萬港元資金。早於2019年11月19日，滙豐及花旗銀行曾阻止「星火同盟」進行眾籌作支援示威者之用，終止「星火同盟」眾籌戶口。香港大专学界国际事务代表团发言人张崑阳披露，美國國會考慮以《國際緊急經濟權力法》制裁花旗汇丰。一些反修例示威者因不滿花旗及滙豐取消星火同盟抗爭支援的銀行戶口而破壞汇丰银行及花旗銀行。有市民質疑滙豐及花旗銀行任意凍結星火同盟，有串謀香港警察及協助政府進行政治打壓之嫌。在12月20日「中環和你Lunch」行動期間，市民抗議警方以涉嫌洗黑錢罪名拘捕「星火同盟」部分成員及凍結「星火」資金。2019年12月24日至25日警民衝突中，其九龍旺角總行遭到破壞，玻璃門被打碎，示威者入內縱火，櫃員機被破壞及噴上黑漆。12月25日上午，汇丰银行发表声明，關閉星火同盟帳戶合法及符合國際監管標準，滙豐稱有關帳戶的交易活動與開戶時所陳述的用途並不相符，作為一家國際銀行，按照國際監管標準作出關閉帳戶的決定。
2020年1月1日元旦遊行，個別分行及自動櫃員機受到破壞，而示威者行經中環滙豐總行大廈時用紅色油漆噴上「染紅」兩字，而獅子銅像雙眼被噴紅和貼上黃符，寫有五大訴求內容。到傍晚更被人淋潑易燃液體及一度起火，由消防人員救熄。滙豐發言人對銅獅被無理破壞的事件感到十分難過，將會聘請專家展開復修工作。到1月2日深夜11時，工人用木板圍封兩座銅像，以待進行復修。
2020年1月3日，滙豐發出通告，表示會調整19處自動櫃員機及理財易中心服務時間，每周五及周末等晚上8時至翌日上午6時暫停服務，直至另行通知。
2023年，滙豐終止社民連3個銀行戶口及另外4名社民連成員的個人戶口亦被取消，滙豐銀行慈善基金主席王冬勝表示，不便評論個人或公司戶口，他強調集團服務全球60多個國家或地區，尊重每個地方的法律，亦有自身的合規政策。。

## 美國對香港制裁相關爭議
2020年5月28日，中華人民共和國全國人民代表大會通過就《港區國安法》立法，並發動輿論攻勢要滙豐表態支持，包括由前特首梁振英在社交平台發文斥責滙豐未就《港區國安法》表態，呼籲商界人士取消滙豐帳戶，中共喉舌《人民日報》在6月1日通過微信轉載《北京日報》以《坑客戶，滙豐終將失去所有客戶》為題的文章，力數滙豐近年的爭議事件，批評滙豐為是「牆頭草」及「兩面人」，斥責滙豐對國安法裝聾作啞。滙豐亞太區行政總裁王冬勝於是在6月4日前往「撐國安立法」的街站簽名表態支持《港區國安法》，但作為滙豐主要股東之一的英傑華集團表示，中國當局仍未公開《港區國安法》的條文及細則，而滙豐在無法了解國安法的詳細內容及如何運作前便表態支持，對此感到不安。滙豐表態支持《港區國安法》被英國官員及美國政界批評作為英國銀行卻與英國政府反對立法的立場背道而馳，並且違反銀行的政治中立政策。美國參議院議員里克·斯科特批評滙豐選擇利潤而非人權。英國外交事務委員會主席托馬斯·圖根達特稱想知道為何滙豐花旗選擇支持專制國家對自由的壓制和破壞法治。美國國務卿蓬佩奧在6月9日表示，王冬勝展現忠誠的行為，不會為滙豐在北京換來多少尊重，北京只會繼續將滙豐當作壓迫英國的政治籌碼。英國外相藍韜文在6月16日表示「不會為銀行家利益而犠牲香港人」。英國外相藍韜文於7月2日點名批評滙豐銀行為私利犧牲香港人的人權。
2020年8月26日，美國國務卿蓬佩奧（Mike Pompeo）於Twitter發文，指控滙豐保留在《特別指定國民和被封鎖人員》名單下受制裁人士的賬戶，並關閉追求自由人士的個人賬戶，如壹傳媒高層使用信用卡。同時批評副主席兼行政總裁王冬勝到街站簽名支持訂立《港區國安法》。

## 孟晚舟事件爭議
2018年12月，华为副董事长兼首席财务官孟晚舟在加拿大被逮捕，是为孟晚舟事件。滙豐一位美國聯邦任命的反洗錢和制裁舉措監督人曾向紐約東區聯邦檢控官舉報华为公司的賬戶有“可疑交易”。
2019年7月，華為事件發酵，英国《金融时报》披露汇丰银行为逃脱洗錢处罚，同意在案件中配合美国司法部的调查，披露華為汇丰银行账户往來資料。任正非專訪時親口表示「Skycom公司和伊朗贸易过程中滙豐銀行全部知情也從未表示疑慮有什麼困難，很樂意地擔任資金渠道，运作几年以后他们邀请孟晚舟去咖啡厅，喝咖啡时，孟讲了几张PPT这个PPT没什麼误导性。为什么滙豐银行会把这几张PPT要走?我们不知道，更不知怎地就成了一種流去美國司法部的「罪證」希望有朝一日能在法庭上真相大白。」
2020年7月24日，中國官方的《人民日報》及中宣部譴責滙豐為逃避美國的洗黑錢指控，而設局陷害、拼湊材料、捏造罪證，誣衊華為副董事長兼首席財務官孟晚舟，中國官媒在文中指責滙豐在孟晚舟事件中扮演了極不光彩的角色。滙豐於25日在中國微博官方公號發文回應，否認設局陷害孟晚舟，但滙豐的發文不久便被微博以「因文章違反法規目前無法閱覽」刪除。